# 영관 (조선)
영관(靈觀, 1485 ~ 1571)은 조선의 승려이다. 호는 부용이며 13세 때에 출가하여 신총에게서 불도를 배웠다.
1519년 금강산에 들어가 9년 간 참선하였으며, 그 후 다시 지리산에 들어가 태고 법사의 법통을 이어받고 이를 휴정(서산 대사)에게 전함으로써 한국 불교의 정통을 이루게 하였다.